# Machagai
Machagai is een plaats in het Argentijnse bestuurlijke gebied Veinticinco de Mayo in de provincie Chaco. De plaats telt ca. 30.000 inwoners.

## Geboren
- Walter Montoya (21 juli 1993), voetballer